# تيرول (جنوب تيرول)
تيرول هي بلدية في مقاطعة تتمتع بالحكم الذاتي في جنوب تيرول في شمال إيطاليا و هي ثاني أمبر مقاطعة بمساحة 7400 كيلومتر مربع، وتقع على بعد حوالي 25 كيلومتر (16 ميل) شمال غرب مدينة بولزانو .

## الجغرافيا
اعتبارًا من 30 نوفمبر 2010، بلغ عدد سكانها 2469 نسمة ومساحتها 25.6 كيلومتر مربع (9.9 ميل2) . و يبلغ عدد سكانها في 2021 (532,616) نسمة .
و الألمانية و الإيطالية هما اللغتان الرسميتان في جنوب تيرول.
تحد تيرول البلديات التالية: كوينس ، وألغوند ، وميرانو ، وموس إن باسيير ، وبارتشينز ، وريفيان ، وشيننا . تقع المقاطعة بالكامل في جبال الألب و تهيمن الجبال على المناظر الطبيعية و تتميز المناظر الطبيعية بأنها مزروعة بأنواع من الشجيرات و الغابات و هي جبلية للغاية.
يمكن التعرف على البنية التحتية في جنوب تيرول تقريبًا بأنها الطابق الأدنى القاعدة البلورية . لقد تعرضت المنطقة بالكثير من الأحداث الجيولوجية التي أثرت عليها . اسم هذه المنطقة التاريخية تيرول ينبع من قلعة تيرول ، التي تقع في القرية.

### فرازيوني
هي نوع من التقسيمات الفرعية للبلدية ، تم إنشاء معظمها خلال العصر الفاشي (1922-1943). و يشير مصطلح فرازيوني إلى القرى أو النجوع التي غالبًا ما تشكل كومنة (نوع من الحكومة على مستوى البلدية) ، في المناطق الريفية الإيطالية. تتكون بلدية تيرول من فرازيوني (تقسيم فرعي) سانت بيتر (سان بيترو).بعض البلديات ليس لديها فرازيوني ، و البعض الآخر لديه العديد منها .

## التاريخ
نشأ جنوب تيرول في البداية ككيان إداري أثناء الحرب العالمية الأولى ،و كانت جزءًا من مقاطعة تيرول الأميرية النمساوية المجرية حتى عام 1918. كانت المنطقة ناطقة باللغة الألمانية حتى احتلها الإيطاليين في نهاية الحرب في نوفمبر 1918، و تم ضمها إلى مملكة إيطاليا في عام 1919. تم إنشاء المقاطعة كما هي اليوم في عام 1926 بعد إعادة التنظيم الإداري لمملكة إيطاليا ، و تم دمجها مع مقاطعة ترينتو في منطقة فينيسيا تريدنتيتا.
مع صعود الفاشية الإيطالية ، بذل النظام الجديد جهودًا لترويج الطابع الإيطالي لجنوب تيرول . تم حظر اللغة الألمانية رسميًا، و تم باستثناء جريدة ،فرض الرقابة على الصحف الألمانية كما فضل نظام الهجرة من المناطق .
الاستقلال
في عام 1992، أنهت إيطاليا و النمسا رسميًا نزاعهما بشأن قضية الحكم الذاتي على أساس اتفاق عام 1972. لقد تم طرح الحكم الذاتي الشامل الذي يوفره الإطار المؤسسي الحالي كنموذج لتسوية النزاعات بين الأعراق و الحماية الناجحة للأقليات اللغوي. و هذا من بين الأسباب التي دفعت بلديات لادين في كورتينا دامبيزو /أنبيزوو ليفينالونجو ديل كول دي لانا /فودوم وكولي سانتا لوسيا/ كول إلى المطالبة في استفتاء بالانفصال عن فينيتو و إعادة ضمها إلى المقاطعة التي انفصلت عنها في ظل الحكومة الفاشية.

### شعار النبالة
هو شعار لجنوب تيرول يظهر الدرع نسرًا باللون الأحمر من نوع جولس على خلفية فضية ، يعلوه فرع أخضر ليموني،داخل درع من ثلاث زوايا . يعود أصول هذا الشعار إلى العصور الوسطى وكانت عبارة عن شعار كونتات تيرول الذين أخذوا اسمهم من قلعة تيرول . تم منح الشعار في عام 1970 عندما تمت إضافة الفرع.

## المجتمع

### التوزيع اللغوي
يتحدث شعب جنوب تيرول وفقًا لتعداد عام 2011، ( 96.89% من السكان اللغة الألمانية، و2.89% الإيطالية و0.22% اللادينية كلغة أولى.

### التطور الديموغرافي
التطور الديموغرافي لشعب جنوب تيرول: 

## الروابط الخارجية
- باللغة الألمانية Homepage of the municipality